# Кастор (ускорителен блок)
Кастор (на английски: Castor) е семейство американски ускорителни степени, което включва няколко ускорителни блока. Използвани са като връхни степени в ракетите-носители Скаут и Литъл Джо I, както и като първа степен в ракетата Тор. Най-новата разработка намира място като втора степен в ракетата – носител Антарес.

## История
Началото на разработките датира от средата на 50-те години на 20 век. Те са базирани на армейската твърдогоривна ракета Сърджънт. По това време НАСА търси евтини и надеждни твърдогоривни бустери за някои от своите ракетни програми. Ускорителен блок Кастор е произведен през 1959 г. Произвеждан е до днес в различни модификации.

## Неактивни ускорители
|                   | Кастор I | Кастор II | Кастор IIA | Кастор IV | Кастор IVA | Кастор IVA XL |
| Двигател          | TX-33-52 | TX-354-5  | TX-354-3   | TX-526    | TX-780     | TX-780        |
| Тяга (във вакуум) | 240 kN   | 269 kN    | 400 kN     | 424 kN    | 507 kN     | 595 kN        |
| Време на работа   | 27 сек.  | 37 сек.   | 40 сек.    | 56 сек.   | 52 сек.    | 58 сек.       |
| Дължина           | 7,32 м.  | 7,67 м.   | 6,31 м.    | 10,50 м.  | 13,50 м.   | 13,25 м.      |

## В производство

### Кастор 120
Кастор 120 (на английски: Castor 120) е произведен в началото на 90-те години на 20 век. Първият му тест е проведен през август 1995 г. Използван е като първа степен на ракетата-носител Атина I произведена от Локхийд. По-късно е превърнат във втора степен на по-новата ракета Атина II. Първият старт е на 22 август 1997 г., когато Атина I извежда на орбита сателита на НАСА Люис. През 2006 г. Orbital Sciences Corporation се съгласява да плати 17,5 млн. долара за Кастор 120, използван в ракетата-носител Тавър.

### Кастор 30
Кастор 30 (на английски: Castor 30) е последна версия на ускорителен блок Кастор, разработена на основа на Кастор 120 (Castor 120). Използвана е като втора степен в ракетата-носител Антарес.